# Ananas de Courtrai (pera)
Ananas de Courtrai es el nombre de una variedad cultivar de pera europea Pyrus communis. Esta pera oriunda de Flandes en las proximidades de Courtrai, está cultivada por lo menos desde 1784. Las frutas tienen una pulpa tierna, fundente y muy jugosa con un sabor rico, azucarado y perfumado.

## Sinonimia
- "Pera Ananás de Courtrai".[4]

## Historia
Se dice que esta variedad de pera 'Ananas de Courtrai' proviene de un peral que se cultivaba en la región de "Kortrijk" (Courtrai) en Flandes, de donde fue sacada a la luz en 1784 por Mr. Six, un viverista.
En España 'Ananas de Courtrai' está considerada incluida en las variedades locales autóctonas muy antiguas, cuyo cultivo se centraba en comarcas muy definidas. Se caracterizaban por su buena adaptación a sus ecosistemas y podrían tener interés genético en virtud de su adaptación. Se encontraban diseminadas por todas las regiones fruteras españolas, aunque eran especialmente frecuentes en la España húmeda. Estas se podían clasificar en dos subgrupos: de mesa y de cocina (aunque algunas tenían aptitud mixta).
'Ananas de Courtrai' está cultivada en diversos bancos de germoplasma de cultivos vivos tales como en National Fruit Collection (Colección Nacional de Fruta) de Reino Unido donde fue recibido por el "National Fruit Trials" (Probatorio Nacional de Fruta) en 1951 procedente de la « Station de Recherches, Ghent » de Gante, Bélgica, y se conserva con el número de accesión: 1951 - 110 y Nombre Accesión : Ananas de Courtrai.

## Características
El peral de la variedad 'Ananas de Courtrai' tiene un vigor de medio a bajo; árbol de extensión erguida. Tiene un tiempo de floración con flores blancas que comienza a partir del 20 de abril con el 10% de floración, para el 25 de abril tiene una floración completa (80%), y para el 6 de mayo tiene un 90% caída de pétalos; tubo del cáliz mediano, en forma de embudo con conducto muy estrecho, y con estambres tupidos, que nacen inmediatamente encima de la base de los sépalos.
La variedad de pera 'Ananas de Courtrai' tiene una talla de fruto mediano (peso promedio 175,00 g); forma piriforme, turbinada cónica, panzudo y bien arqueado hacia el pedúnculo, con cuello poco acentuado asimétrico, contorno más bien regular; piel lisa, fina, poco brillante, epidermis con color de fondo verde pálido que tiende al amarillo cuando está maduro, con un sobre color rosa muy débil, importancia del sobre color débil, y patrón del sobre color chapa, rubor en la mejilla rosa claro en el lado expuesto al sol, "russeting" (pardeamiento áspero superficial que presentan algunas variedades) muy débil (5-15%); pedúnculo mediano a largo y grosor medio, recto o ligeramente curvo, inserto derecho u oblicuo junto a una gibosidad más o menos acentuada, a veces parece prolongación del fruto, cavidad peduncular nula o limitada a un pequeño repliegue en la base del pedúnculo; anchura de la cavidad calicina estrecha, de profundidad media; ojo grande y abierto. Sépalos estrechos y largos, con caídas largas y conspicuas.

Carne de color blanco; textura tierna, fundente y muy jugosa; sabor rico, azucarado y perfumado, bueno.
La pera 'Ananas de Courtrai' tiene una época de recolección a finales de agosto, y época de consumo hasta finales de septiembre. Se usa como pera de mesa. Una variedad temprana y muy resistente apta para todos los lugares pero en cantidades limitadas. Su porte es guiable en todas las formas , tanto de tallo bajo, arbustos o enrejados verticales.

## Polinización
Esta variedad en el grupo 4, es autofértil (no requiere que otros árboles sean polinizadores), pero su producción se verá favorecida por la presencia de variedades polinizadoras como 'Williams' Bon Chretien'.